# Порто Ротондо (Олбија-Темпио)
Порто Ротондо је насеље у Италији у округу Сасари, региону Сардинија.
Према процени из 2011. у насељу је живело 305 становника. Насеље се налази на надморској висини од 26 м.